# Clostridium thermopapyrolyticum
Il Clostridium thermopapyrolyticum è una specie di batterio appartenente alla famiglia delle Clostridiaceae.